# Heiko Lochmann

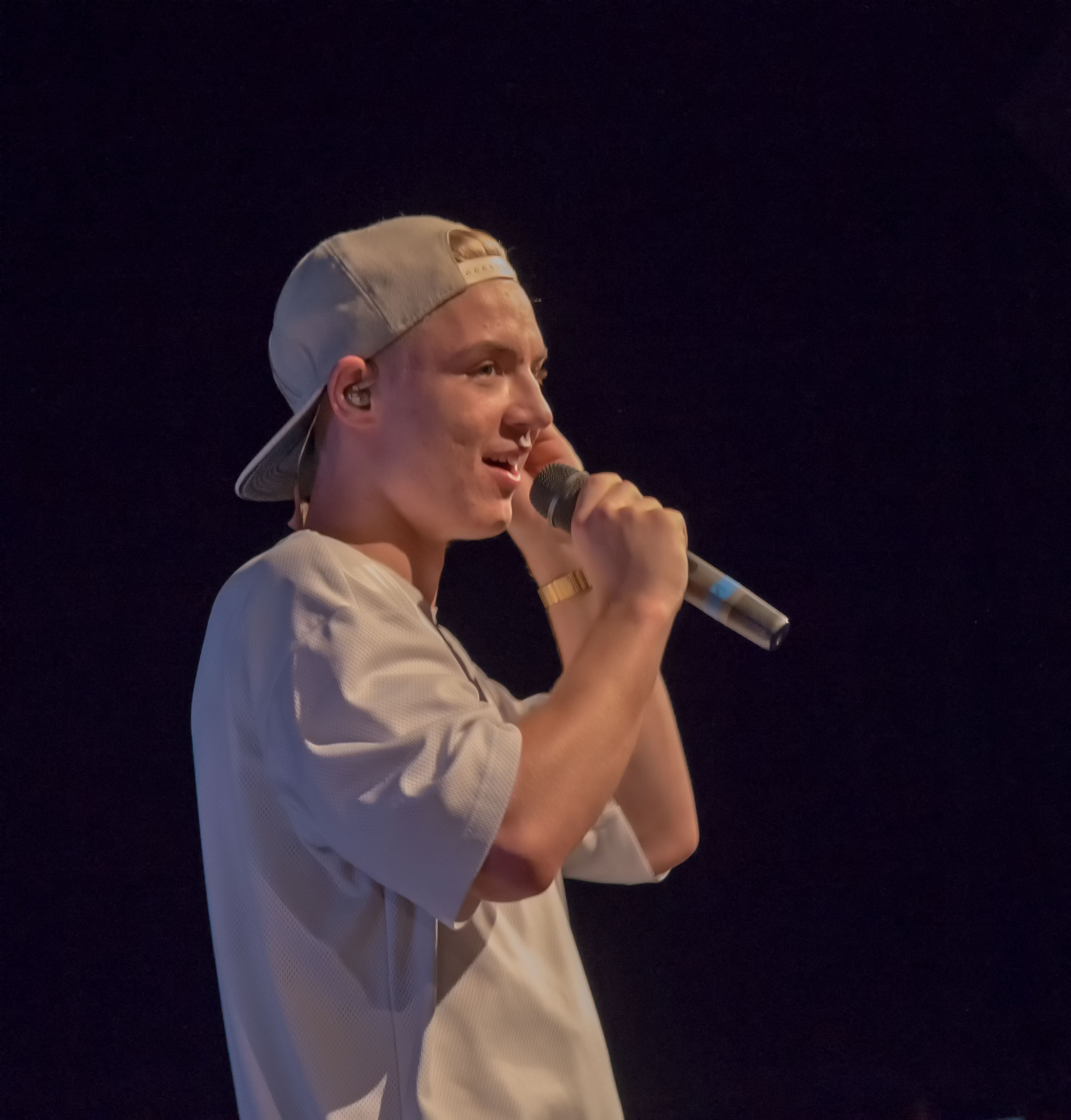
Heiko Lochmann (2016)

Heiko Lochmann (* 13. Mai 1999 in Mainz) ist ein deutscher Popsänger. Er betrieb bis Mai 2019 mit seinem Zwillingsbruder Roman Lochmann den YouTube-Kanal Die Lochis. Seit 2021 treten die Brüder als Musiker unter dem Namen HE/RO auf.

## Leben
Heiko Lochmann verbreitete seit 2011 zusammen mit seinem Zwillingsbruder Roman Lochmann eigene Musikstücke über den Kanal Die Lochis auf der Videoplattform YouTube, von dem aus sich ihr Song Durchgehend Online für zwei Wochen in den deutschen und österreichischen Charts platzieren konnte. Lochmann ist im hessischen Goddelau aufgewachsen, einem Stadtteil von Riedstadt und lebt seit 2019 mit seinem Bruder bei Darmstadt.
Seit 2014 ist Heiko Lochmann gemeinsam mit seinem Bruder Roman Kampagnenbotschafter der Aufklärungsinitiative Jugend gegen AIDS.
2018 nahmen Heiko Lochmann und sein Bruder an der 11. Staffel der RTL-Show Let’s Dance teil, seine Tanzpartnerin war Kathrin Menzinger. 2018 wirkten sie beim Ninja Warrior Germany Promi-Special für den RTL-Spendenmarathon mit.
Außerdem trat er 2018 in Episode 166 der Fernsehshow Verstehen Sie Spaß? auf.
Am 11. Mai 2019 gaben Die Lochis bekannt, dass sie sich voraussichtlich im September 2019 beruflich trennen werden. Sie erklären in einem auf YouTube veröffentlichten Video, dass sie „dieses Kapitel schließen“ wollen, aber „nicht das ganze Buch“. Das letzte Konzert der Lochis fand am 28. September 2019 in der Dortmunder Westfalenhalle statt. Im Oktober 2019 veröffentlichte Heiko Lochmann gemeinsam mit seinem Bruder Roman Lochmann die Autobiographie Willkommen Realität – Die Lochis erzählen ihre Geschichte. Das Buch erreichte Platz 13 der Spiegel-Bestsellerliste „Sachbuch“.
Im Juli 2020 kam der zusammen mit Roman Lochmann im Europa-Park gedrehte Film Takeover – Voll Vertauscht in die deutschen Kinos.
Am 15. Januar 2021 veröffentlichte er zusammen mit seinem Bruder Roman Lochmann die erste Single unter ihrem neuen Künstlernamen HE/RO. Im Mai 2022 veröffentlichte HE/RO ihr Debütalbum Teen Star Dilemma.

## Filmografie
- 2015: Kartoffelsalat – Nicht fragen!
- 2015: Bruder vor Luder
- 2017: Sturm der Liebe (Fernsehserie, 8 Episoden)
- 2018: Let’s Dance
- 2018: #WhatIsLife – Die Doku
- 2020: Kartoffelsalat 3 – Das Musical
- 2020: Takeover – Voll Vertauscht
- 2024: The Masked Singer